# 陈破空
陳破空（1963年12月20日—）原名陳勁松，旅美中國作家、政論家、異見人士、八九民運廣州地區、以及上海八六學潮主要領導者。生於中國四川省綿陽市三台县。曾就读於湖南大学、同济大学和美國哥伦比亚大学，並获哥伦比亚大学公共管理碩士学位。曾執教於廣州中山大学。自由亚洲电台特约评论员，美国之音、台灣三立電視台、新唐人电视台等电视台嘉賓。其同时也是知名的華人網紅YouTuber。

## 經歷

### 八六学潮及八九民运
1985年12月，时为同济大学研究生的陈破空率領該校9名研究生上书中共总书记胡耀邦，呼吁政治体制改革、推进民主进程。该事件被视为一年后的1986年学生运动（史稱八六學潮）的前兆。1986年12月，陳破空在上海發起八六學潮，呼籲民主改革，他所在的同济大学因此成爲這年上海學潮的主力。八六學潮遍及中國十幾個大城市，在上海形成高峰。該運動和平落幕后，時任中共總書記的胡耀邦因同情學生民主訴求，遭鄧小平等政治老人罷黜，為兩年多后中國八九民運的爆發埋下重大伏筆。陳破空于同济大学毕业后，前往廣州中山大学任教。很快在當地發展和组织民主运动。1989年，陳破空发起并参与组织广州學潮，于当年一月在中山大学成立“民主沙龙”。四月，往海珠广场，与組織學潮的學生領袖陈卫、于世文等一道，启动广州地区民主運動。期間為鼓動民主運動發展而撰寫大量文告和宣傳品。八九民運結束后，遭當局通緝，兩度入獄（1989年和1993年），历四年半。

### 流亡美国
1996年前往哥伦比亚大学成為访问学者。随后就读于哥伦比亚大学，獲公共管理硕士學位。1997年起擔綱自由亚洲电台特约评论员。
2009年3月，陳破空應西藏流亡政府邀請，訪問位於印度北部的達蘭薩拉，探訪流亡藏人、學校、廟宇和社區，出席西藏人民抗暴50週年紀念大會并發表演講。行程結束后，寫下散文名篇《陽春三月，探訪達蘭薩拉》，部分刊登于香港《開放》雜誌。
2013年10月31日，台灣民主進步黨召開第七次對中政策擴大會議，邀請陳破空擔任引言人。會議主題是「區域安全與兩岸關係」，高雄市長陳菊主持了會議。陳破空認為，處理與中國的關系，首先需要明辨台灣的優勢。與中國相比，今日台灣的優勢，不是經濟，不是軍事，而是普世價值和國際聯盟。這兩條，是台灣的本錢。台灣與中國談政治協議，必須以中國的民主化爲前提。
2019年6月3日，六四事件30週年前夕，中華民國總統蔡英文會見以陳破空和中國大陸民運人士代表團，表達對中國大陸民主化的支持。陳破空表示：北京對台灣加緊滲透和顛覆，台灣須堅持立場，加强防範，始終與美國和文明世界站在一起。蔡英文則向陳破空等回顧了台灣艱辛不易的民主之路，表達了守護普世價值、捍衛中華民國主權的堅定決心。

## 观点
陈破空政论主要发表於自由亚洲电台、香港《開放》杂志、風傳媒、禁聞網等网站。
- 2013年11月，陳破空表示：「以香港十餘年來，原本上軌道的法治秩序逐漸崩解，淪為中共高官洗錢中心；中資進入香港、一手掌握香港經濟命脈後，香港已逐漸中國化，從法治社會變成官商治港，物價、房價飆漲，中產階級苦不堪言。中國不僅企圖在經濟上壟斷台灣，還藉由台商把中國不遵守法治、獨厚特權的腐敗文化輸入台灣，這是統戰的一部分。台灣人應警惕提防中國在經濟上控制台灣，服貿協議的本質就是台灣二千三百萬人給中國共產黨打工。」他強調，台灣最可貴的是民主、人權、法治等普世價值，台灣人應珍惜；中國高官嘴巴擁護祖國，實際上拚命把錢送國外，更有成千上萬中國人想辦法移民，「中國連中國人民都不想要」。[8]
- 2015年1月28日，美國之音時事大家談節目邀請司馬南上電視與陳破空辯論中國時局，主題是習近平反腐與權力鬥爭。陳破空在辯論中定義習近平反腐是“選擇性反腐”。[9]陳的這一定義從此被廣汎引用。陳破空與司馬南的激辯被公認是中國公知派和毛左派的一場經典辯論，收視率短時間破百萬。媒體上出現多篇評點這場辯論的文章和論文。
- 2017年5月，陳破空應邀前往英國牛津大學參加辯論和發表演講，題目是《中國，新興超級大國，負面的全球影響力》。[10]
- 2018年5月，陳破空應邀前往英國劍橋大學參加辯論和發表演講，題目是《除非中國民主化，世界將不會屬於東方》。[11]
- 2019年6月9日和16日，一百万和两百万香港民众走上街头，反對逃犯條例修訂草案，集會與遊行「反送中」。陳破空表示：香港東方之珠，照亮了黑暗中國，鼓舞了全世界。陳破空認為所謂暴力，首先來自警方、黑社會和中共地下黨。如何平息香港事態？陳破空認爲北京應該回到中英聯合聲明、一國兩制和基本法，放棄對香港雙普選的阻礙。[12]
- 2020年1月，陳破空前往台灣觀選，在當地電視台節目中評論道台灣民衆應投票支持反共抗中的候選人和政黨，淘汰親共的候選人和政黨、尤其那些投降派和中共代理人。陳破空認爲，台灣人民投票，也是爲英勇抗爭的香港人民和慘遭集中營迫害的維吾爾人和哈薩克人投票。他認爲，2020年的台灣大選，是民主與獨裁、民進黨與共產黨、美國與中共的對決。他力挺台灣立法反滲透，拒紅色敵對勢力於國門之外。2020年1月11日，台灣大選揭曉，蔡英文高票勝出，當選連任。民進黨在國會保持席次過半。[13][14]
- 2022年10月，中共召開二十大，閉幕日發生震驚中外的胡錦濤離場事件。陳破空在自由亚洲电台发表系列评论，认为二十大闭幕式主席台那一幕，是一种政变，应验他早先“不连任是正常、连任是政变”的论断。他认为：团派集体出局，是中共政治文明进程的夭折。他判断，当日是二十大闭幕日，大会选举中央委员会，而非政治局委员。而在当天的中央委员会名单中，团派人物胡春华在列，但李克强和汪洋遭除名。依照会规和常识，二十大闭幕日当天摆在胡锦涛面前的，只能是中央委员会名单。故而，胡锦涛质疑或要求核对的是李克强和汪洋是否在中央委员会名单上，而并非質疑胡春華是否在中央委員會名單上。习近平害怕調換名單遭揭穿，故而下令将胡锦涛强行架离出场。陳破空还反驳了日媒的唇语解释和其他媒体的胡春华说。陳破空分析，强行架離的開會模式或由來已久，大致從2018年習近平强行修憲、取消國家主席任期制后就已開始，大多發生在閉門會議中。[15][16][17][18][19]

- 2024年1月11日，台灣大選投票前夕，德國之聲發表馬英九訪談，認爲兩岸關係必須相信習近平。陳破空對此在自由亞洲電台發表特約評論，指出：出生香港、自幼就在台灣成長的馬英九，不懂中國大陸、不懂共產黨、尤其不懂習近平。馬英九或並不精通歷史，但更不精通中共統治者的複雜心機，對中南海厚黑學毫無概念。猶如一個長期居家的白面書生，不知江湖之險惡。[20]

- 2024年7月，陳破空率先爆料中共的二十届三中全會發生變故，稱習近平于會議中途中風倒地。此後，陳破空重點評論中共政局朝向不利於習近平的方向發展，集體領導制和領導人任期制似乎逐步回歸。習近平軍權旁落，極可能無法進入第四任。[21]

- 2025年7月,陳破空应邀出席德国之声在波恩主办的2025全球媒体论坛並在開幕式首場論壇上發表演講。他强调，中国威权政权所建立的数字防火墙不仅是防御工具，更是对全球民主价值和制度构成挑战的进攻性手段。他呼吁大型科技公司和社交媒体平台，不应再为了商业利益而与专制政府妥协。陈指出，数字防火墙不仅是技术问题，更是一个根本的道德与政治议题。他倡议民主国家应在共同的价值观、伦理原则和技术合作基础上团结一致，共同应对并拆除这一数字压制体系。[22]

## 个人成就
- 2007年獲美國僑界“萬人傑”“新闻文化奖”。[23]
- 2011年入选博讯新闻网华人百大公共知识分子。[24]
- 2012年入选博讯新闻网华人百大公共知识分子。[25]

## 個人作品
陈破空的主要著作包括《中南海厚黑学》、《假如中美开战》、《关於中国的一百个常识》、《全世界都不了解中国人》、《红色纸老虎内幕》等。另有小说《台风》、诗集《緋闻》、長篇歷史小说《赵飞燕》等。
- . 日本商業出版社. 2019年. [26]
- . 日本商業出版社. 2018年. [27]
- . 台灣前衛出版社. 2017年.  / 《川普對決習近平》，港台書店[28]
- . 日本文艺春秋. 2017年. [29]
- . 香港开放出版社. 2009年. / 《中南海厚黑學: 中共不能說的秘密》，台灣允晨文化公司，2010年[30]
- . 台灣允晨文化公司. 2013年. / 《假如中美開戰：二十一世紀的戰爭》，港台書店[31]
- . 台灣前衛出版社. 2015年.  / 《全世界都不了解中國人》，港台書店[32]
- . 香港開放出版社. 2015年. [33][34]
- . 台灣博大出版社. 2016年. [35]
- . 台湾博大出版社. 2007年.[36]
- . 日本扶桑社. 2013年. [37]
- . 日本幻冬舍. 2014年. [38]
- . 日本文艺春秋. 2014年. [39]
- . 日本扶桑社. 2014年. [40]
- . 日本商業出版社. 2016年. [41]
- . 日本商業出版社. 2016年. [42]